# Brenda J. Herring
Brenda J. Herring () es una botánica, profesora, taxónoma, conservadora, y exploradora estadounidense.

## Algunas publicaciones
- a.r. Litt, brenda j. Herring, l. Provencher, g.w. Tanner, r. Franz. 2001. Herpetofaunal Responses to Restoration Treatments of Longleaf Pine Sandhills in Florida. Restoration Ecology 9: 462 – 474. doi: 10.1046/j.1526-100X.2001.94015.x resumen.

- ----------, ---------------------, -----------------. 2001. Herbicide effects on ground-layer vegetation in Southern pinelands, USA: A review. Natural Areas J. 21 (2): 177 - 188

- louis Provencher, brenda j. Herring, doria r. Gordon, h. leroy Rodgers, krista e.m. Galley, george w. Tanner, jeffrey l. Hardesty, leonard a. Brennan. 2001. Effects of Hardwood Reduction Techniques on Longleaf Pine Sandhill Vegetation in Northwest Florida. Restoration Ecology 9 (1): 13 –27 doi: 10.1046/j.1526-100x.2001.009001013.x resumen.

- ---------------------, ----------------------, -------------------, ---------------------, -----------------------, ----------------------, -------------------------, Andrea R. Litt. 2001.  Longleaf pine and oak responses to hardwood reduction techniques in fire-suppressed sandhills in northwest Florida. Forest Ecology & Management 148: 63 - 67 resumen.

- ---------------------, ----------------------, -------------------, ---------------------, -----------------------, ----------------------, -------------------------, ------------------------. 2000. Restoration of Northwest Florida Sandhills Through Harvest of Invasive Pinus clausa. Restoration Ecology 8: 175 – 185. doi: 10.1046/j.1526-100x.2000.80025.x resumen.

- --------------------, k.e.m. Galley, b.j. Herring, j. Sheehan, n.m. Gobris, d.r. Gordon, g.w. Tanner, j.l. Hardesty, h.l. Rodgers, j.p. McAdoo, m.n. Northrup, s.j. McAdoo, l.a. Brennan. 1998. Post-treatment analysis of restoration effects on soils, plants, arthropods, and birds in sandhill systems at Eglin Air Force Base, Florida. Annual Report to Natural Resources Division, Eglin Air Force Base, Niceville, FL. Public Lands Program, The Nature Conservancy, Gainesville, FL

- brenda j. Herring, walter s. Judd. 1995. A Floristic Study of Ichetucknee Springs State Park, Suwannee and Columbia Counties, Florida. Castanea 60 (4): 318-369 resumen y 1ª p.

- La abreviatura «Herring» se emplea para indicar a Brenda J. Herring como autoridad en la descripción y clasificación científica de los vegetales.[5]